# المهارین
المهارین (به اسپانیایی: Almoharín) یک شهرستان در اسپانیا است که در استان کاسرس واقع شده‌است.